# جيم كيلي (مدرب كرة سلة)
جيم كيلي (بالإنجليزية: Jim Kelly)‏ هو مدرب كرة سلة أمريكي، ولد في 3 يوليو 1893، وتوفي في 11 يوليو 1972.